# Terme di Caracalla
Le terme di Caracalla o antoniniane (in latino Thermae Antoninianae, dal nome completo dell'imperatore Caracalla, appartenente alla dinastia dei Severi) costituiscono uno dei più grandiosi esempi di terme imperiali a Roma, ancora conservate per gran parte della loro struttura e libere da edifici moderni. Furono fatte costruire dall'imperatore sul Piccolo Aventino tra il 212 e il 216 d.C. (come dimostrano i bolli laterizi) in un'area adiacente al tratto iniziale della via Appia, circa 400 m al di fuori dell'antica porta Capena e poco a sud del venerato bosco delle Camene. Dopo 1800 anni, nel 2024, l'acqua è tornata a sgorgare attraverso il nuovo specchio posto all'ingresso del monumento.
Queste terme pubbliche furono le più imponenti mai edificate nell'Impero romano fino all'inaugurazione delle terme di Diocleziano (306). Servivano principalmente i residenti della I, II e XII regione augustea (tutta l'area compresa tra il Celio, l'Aventino e il Circo Massimo).
Nel 2016 il circuito museale delle terme di Caracalla, della tomba di Cecilia Metella e della villa dei Quintili è stato il ventiseiesimo sito statale italiano più visitato, con 268 449 visitatori e un introito lordo totale di 947556,00 €.

## Storia

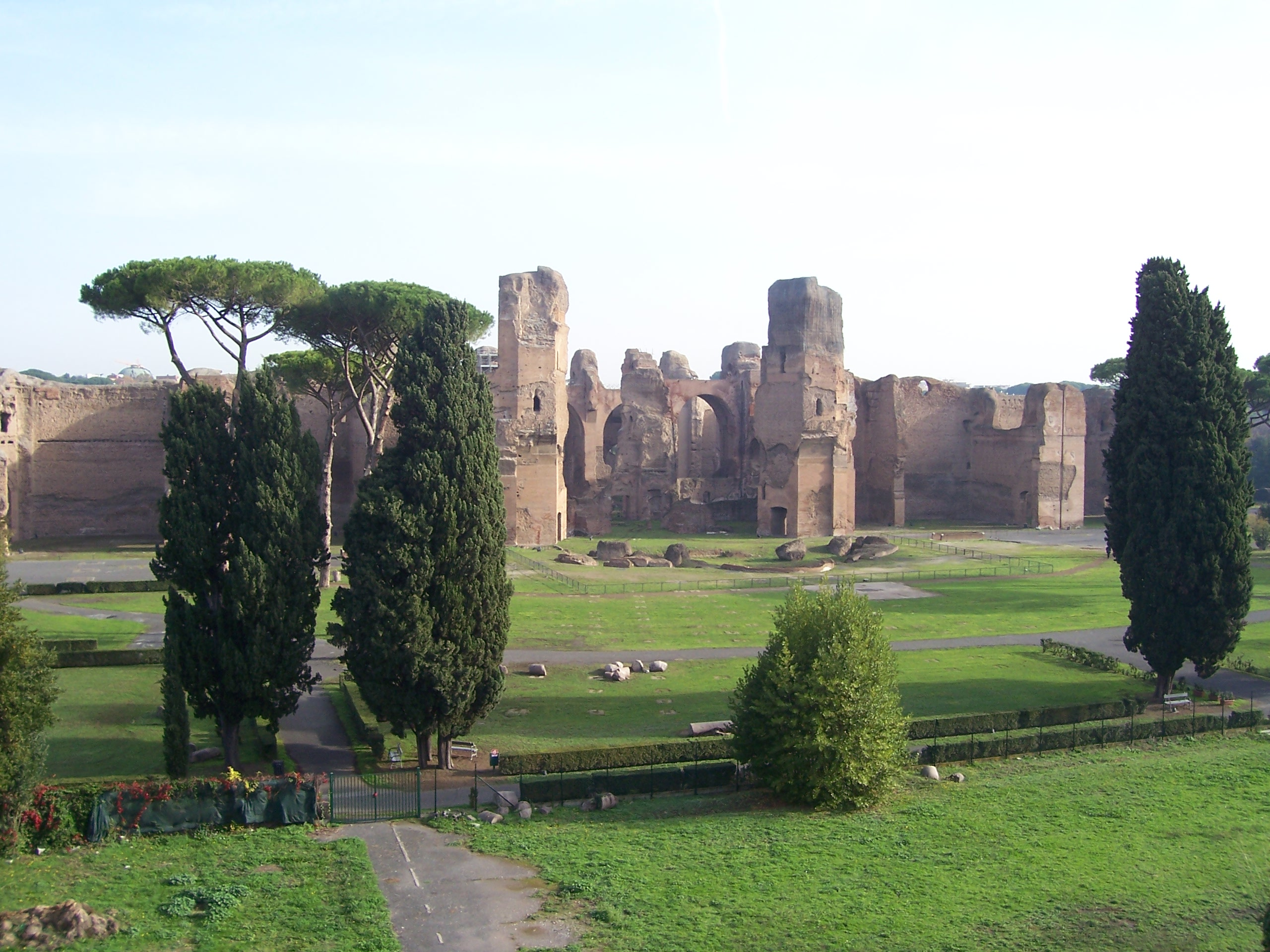
Terme di Caracalla.

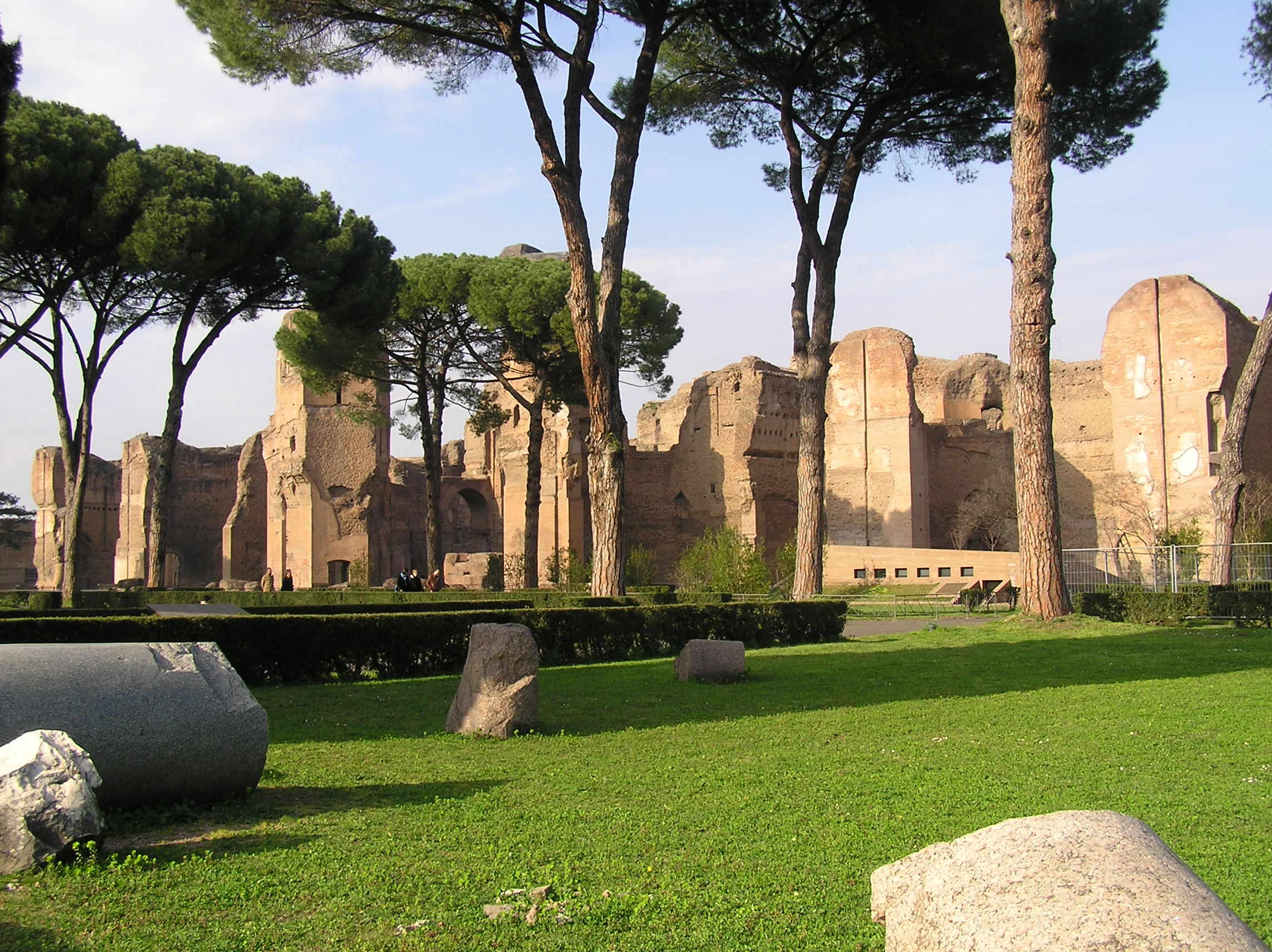
Panoramica delle Terme di Caracalla.

### Epoca romana

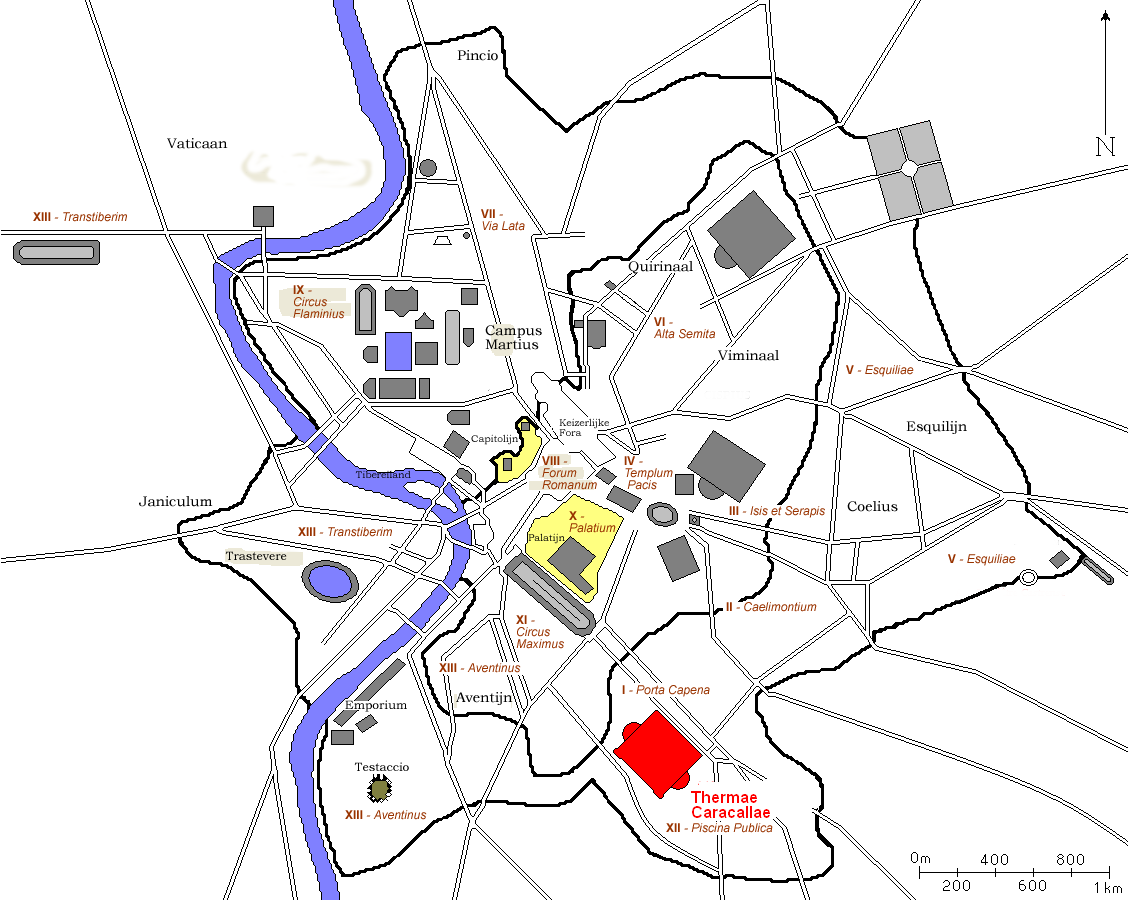
Localizzazione delle terme di Caracalla

Secondo un'ipotesi criticata, la costruzione del complesso fu avviata nel 206 da Settimio Severo, capostipite della dinastia dei Severi; le terme furono inaugurate nel 216 da suo figlio Caracalla, salito al trono nel 211, senza che i lavori fossero del tutto ultimati: i successori Eliogabalo (218-222) ed Alessandro Severo (222-235) si interessarono alla costruzione e decorazione del recinto esterno dell'edificio.
Per l'approvvigionamento idrico delle terme nel 212 fu creata una diramazione dell'Acqua Marcia, chiamata aqua Antoniniana, che valicava la via Appia appoggiandosi sul preesistente arco di Druso. Per la realizzazione del complesso fu necessario abbattere gli edifici preesistenti e sbancare un ampio settore della collina, colmando con la terra di risulta il lato opposto fronteggiante la via Appia. L'accesso al grandioso complesso fu garantito dalla via Nova, ampia strada probabilmente alberata.
Vari lavori di restauro furono realizzati da Aureliano, Diocleziano, Teodosio e in ultimo dal re goto Teoderico (493-526). Polemio Silvio, nel V secolo, le citava come una delle sette meraviglie di Roma, famose per la ricchezza della loro decorazione e delle opere che le abbellivano. Durante la guerra gotica (535-553), in seguito al taglio degli acquedotti ad opera di Vitige, re dei Goti, dal 537 le terme cessarono di funzionare.

### L'abbandono e le scoperte rinascimentali
Abbandonato e riutilizzato a varie riprese anche a fini abitativi (la parte centrale utilizzata come xenodochio, mentre l'area circostante fu usata come cimitero per inumazioni), l'intero complesso venne infine sfruttato come zona agricola, vigneto in particolare, ad uso di proprietari di ville vicine o di enti ed associazioni ecclesiastiche. Dall'abbandono nel VI secolo non venne però mai meno lo sfruttamento dei ruderi come cava per materiali anche di pregio (marmi e metalli) e per intere strutture (architravi, colonne, ecc.) da riutilizzare per l'edilizia di qualità: il duomo di Pisa e la basilica di Santa Maria in Trastevere contengono, ad esempio, strutture architettoniche prelevate dall'area termale. Da rilevare anche la prolungata presenza, nelle vicinanze, di calcare per la trasformazione in calce dei marmi pregiati.
Le terme furono oggetto di scavo sin dal XVI secolo, quando, sotto il pontificato di papa Paolo III si rinvennero qui celebri statue, sopravvissute alle distruzioni medievali. Molte di queste opere, entrate nella collezione Farnese, presero in seguito la strada di Napoli, per vicende ereditarie e dinastiche. Tra i pezzi di scultura più importanti rinvenuti tra le rovine delle terme è da ricordare il Toro Farnese, ora al Museo archeologico nazionale di Napoli. L'ultima colonna di granito intera venne rimossa dalla "natatio" nel 1563 per essere donata da papa Pio IV al primo granduca di Toscana Cosimo I de' Medici, che la fece collocare al centro di piazza Santa Trinita a Firenze, dove divenne la colonna della Giustizia.

### Gli scavi e i riusi moderni

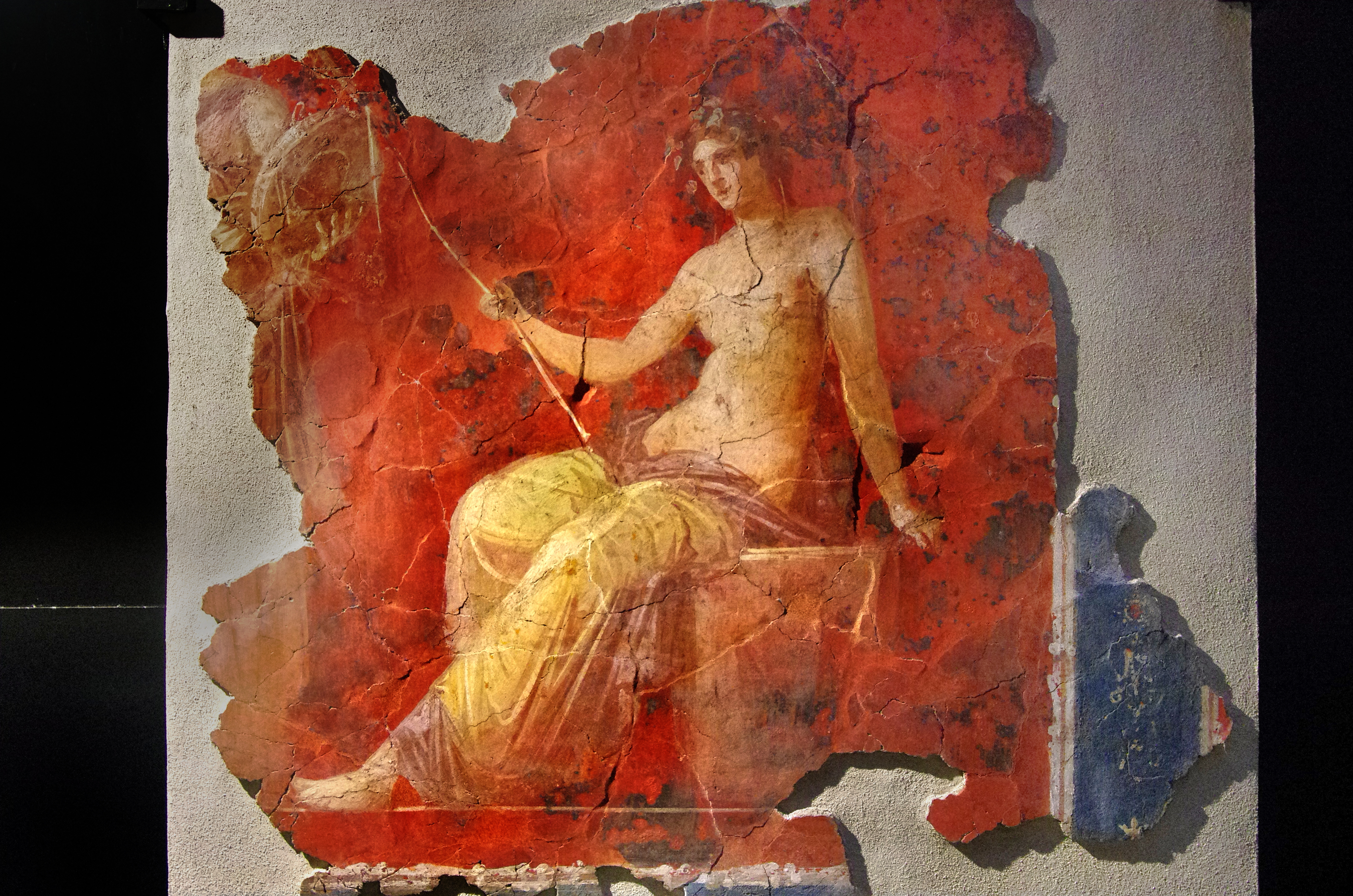
Dioniso da un affresco del soffitto della sala del triclinio dalla Domus nelle Terme di Caracalla (Roma)

Anche nel XIX secolo furono condotti nel sito numerosi scavi. Nel 1901 e nel 1912 furono liberati i sotterranei, lavoro che continuò nel 1938, quando si scoprì il mitreo, il più grande esempio conosciuto a Roma.
Durante le Olimpiadi di Roma del 1960, le Terme di Caracalla ospitarono le gare di ginnastica.
A causa del terremoto dell'Aquila del 6 aprile 2009 l'edificio ha subito lievi danni.
Dal 1937 la parte centrale delle terme è utilizzata per concerti e rappresentazioni teatrali all'aperto e in particolare per la stagione estiva dell'Opera di Roma. Da allora la stagione estiva dell'opera a Caracalla fu interrotta solo durante la guerra e negli anni 1993-2003, quando il sito venne restaurato e liberato dalle strutture fisse aggiunte per gli spettacoli. Gli spettacoli tuttavia ripresero dal 2003, in uno spazio meno critico dal punto di vista archeologico, con impianti teatrali più moderni e una platea ridotta a 3500 posti dagli 8000 tradizionali, e la stagione di opera all'aperto è tornata ad essere uno degli eventi fissi dell'estate romana

## Descrizione
La pianta del complesso è ispirata al modello delle eleganti terme di Traiano sull'Esquilino, considerato il prototipo delle terme imperiali romane: un vasto recinto quadrangolare adibito a servizi vari racchiude un giardino e un corpo centrale contenente gli spogliatoi, le sale da bagno e le palestre.
Nella sua più ampia estensione, recinto compreso, il complesso misura 337×328 metri (comprendendo le esedre si giunge a 406 metri di larghezza), con un corpo centrale di 114×220 metri (includendo la sporgenza del calidarium si arriva ad una lunghezza di 140 metri). L'orientamento del complesso, come nelle terme di Traiano, sfruttava al meglio l'esposizione solare, con il calidarium posto sul lato sud, illuminato da grandi finestre e sporgente dalla struttura principale come un avancorpo.

### Recinto
Il recinto esterno in corrispondenza della facciata nord-est (lato verso l'attuale viale delle Terme di Caracalla) era preceduto da un portico, di cui si conservano scarsissimi resti, dietro il quale si aprivano una serie di concamerazioni (celle comunicanti tra loro, parzialmente visibili) disposte su due piani a sostegno del terrapieno sul quale sorgeva il complesso. Tutta la parte anteriore del recinto, assieme a brevi tratti dei lati minori, era pertanto adibita a scopi commerciali e aperta verso l'esterno. Al centro della facciata nord-est doveva trovarsi un accesso monumentale provvisto di scalinata per introdurre i visitatori al piano del giardino.
Nei due lati minori del recinto, nord-ovest e sud-est, due grandiose esedre simmetriche contengono ciascuna una grande sala absidata, accessibile dal giardino tramite un colonnato, da cui si accedeva a due ambienti minori di forma diversa: il primo verso ovest a forma di basilica absidata riscaldata con ipocausto e l'altro verso est ottagonale, polilobato e coperto da una cupola su pennacchi non conservata. La funzione delle tre sale incluse in ciascuna delle esedre non è accertata.
Sul lato di fondo verso sud-ovest, dalla parte dell'attuale viale Guido Baccelli, il terreno era sostenuto da 64 celle comunicanti tra loro e su due piani, che costituivano una enorme cisterna d'acqua con una capacità massima di 80.000 litri, collocata nel punto terminale dell'aqua Antoniniana; davanti alla cisterna, al centro di questo lato si apre un'esedra rettangolare, munita di gradinate, alla cui base si svolgevano gare atletiche e agoni teatrali. Ai lati di tale sorta di mezzo stadio vi erano due sale absidate adibite probabilmente a biblioteche, delle quali si conserva solo quella di destra. Una passeggiata sopraelevata era addossata al recinto sul lato interno ed era probabilmente porticata.
Lo spazio compreso tra il recinto ed il corpo centrale era occupato, come oggi, dalle aree verdi comprendenti un lungo xystus (camminamento coperto probabilmente da un pergolato), secondo il gusto Recinto

### Corpo centrale

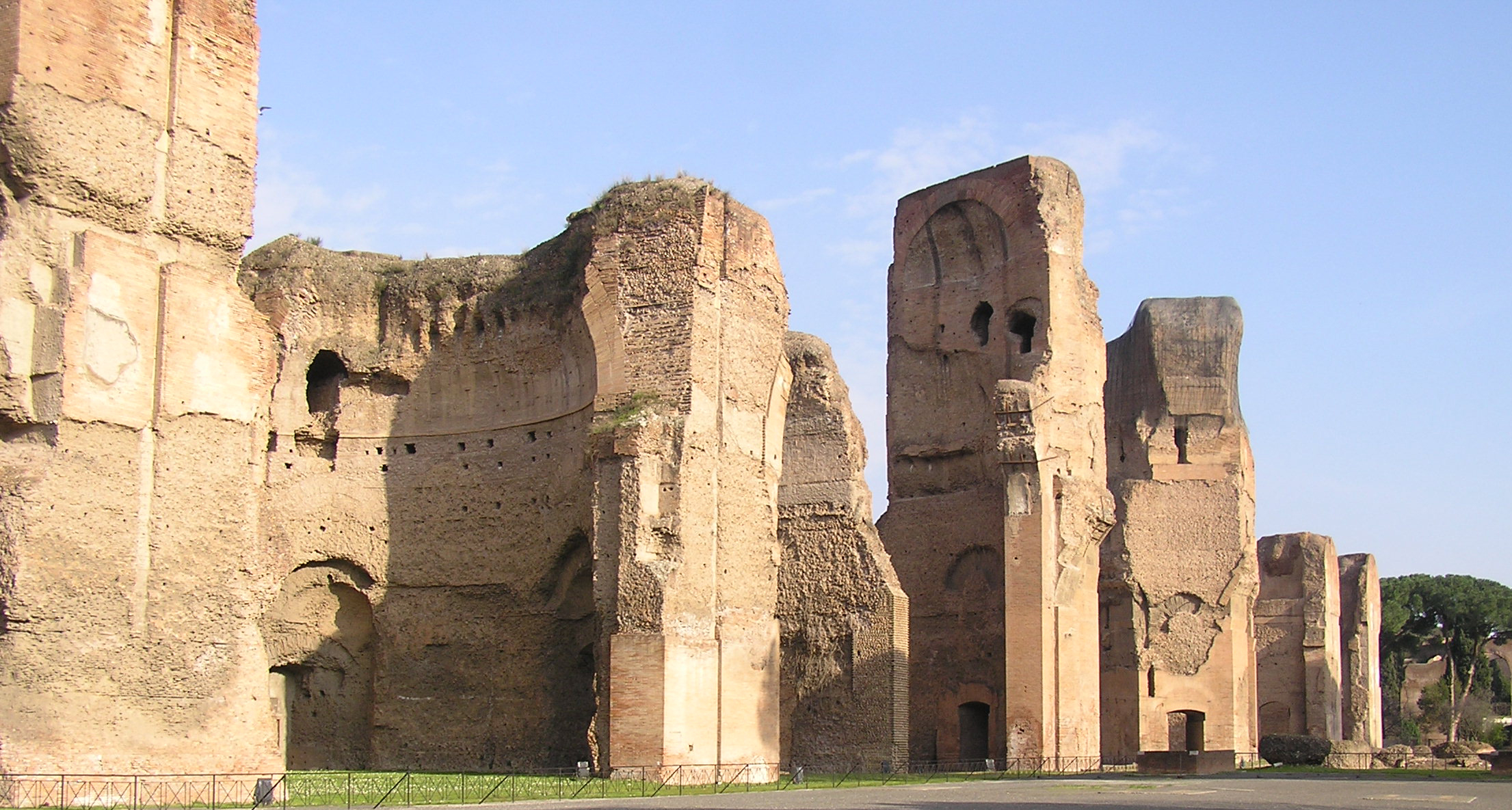
Le terme di Caracalla

Il corpo centrale è un blocco rettangolare di ambienti a pianta diversa; un avancorpo semicircolare sporgeva dal lato sud-ovest. La pianta riprendeva quella delle altre terme imperiali, in particolare quelle di Traiano, con le sale da bagno lungo l'asse centrale e le altre duplicate e disposte simmetricamente.
L'accesso avveniva tramite quattro porte sul lato nord-est: due immettevano nei portici che fiancheggiavano sui lati brevi la grande piscina, la natatio, decorata da quattro enormi colonne monolitiche in granito (l'unica colonna superstite si trova, dal 1563, nella piazza di Santa Trinita a Firenze); la controfacciata presenta gruppi di tre nicchie sovrapposte su due piani, che contenevano statue; le altre due aperture verso l'esterno, presumibilmente gli ingressi principali, introducevano nei grandi vestiboli da cui si accedeva direttamente agli spogliatoi (al plurale apodyteria), posti nello spazio compreso tra i vestiboli e la natatio. 

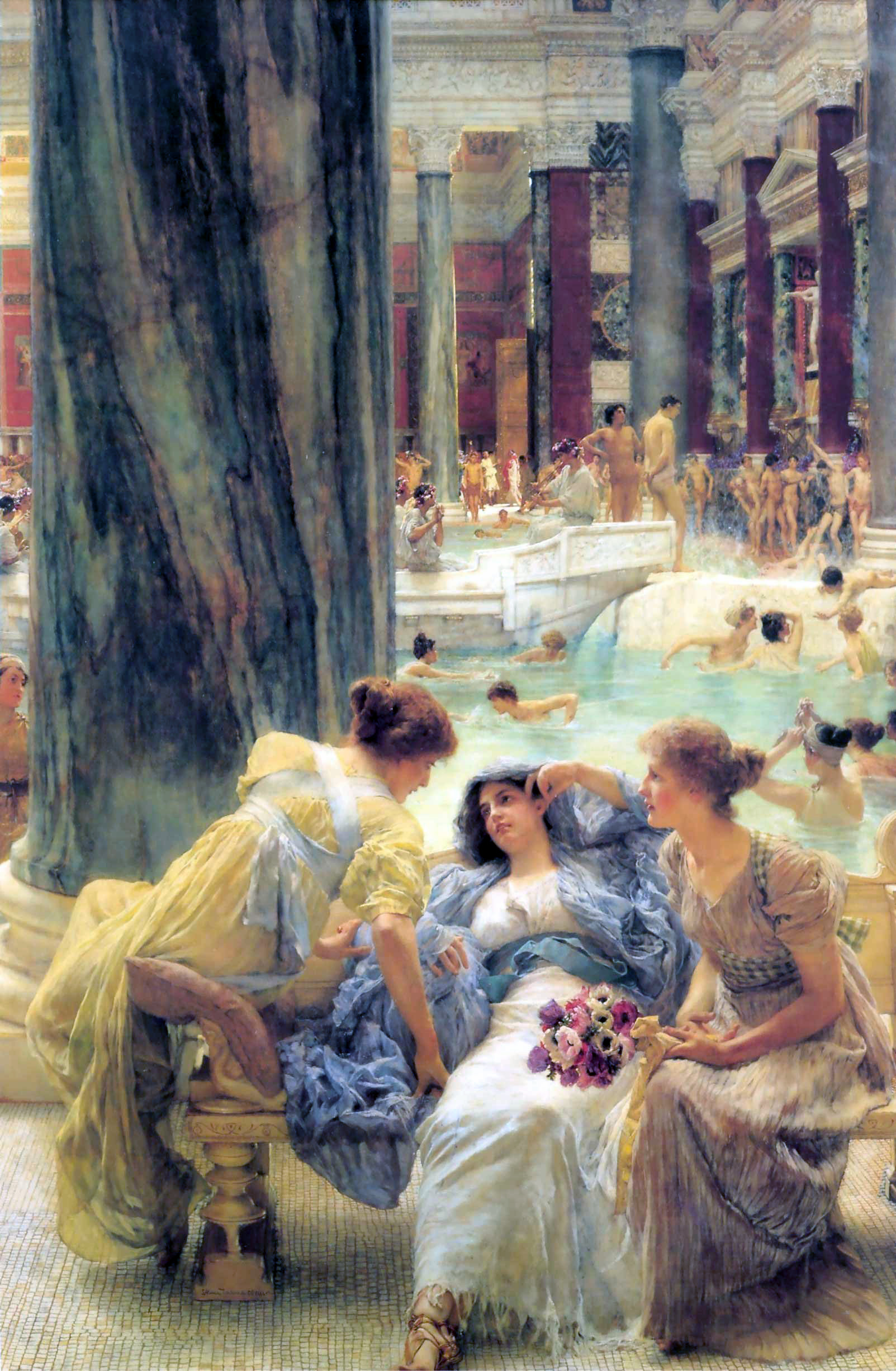
Le terme di Caracalla. Lawrence Alma-Tadema

Gli apodyteria, che conservano eleganti mosaici, erano su due piani collegati da una scala. Le due grandi palestre, poste simmetricamente lungo i lati brevi e accessibili sia dai vestiboli che dagli spogliatoi, hanno un cortile centrale (50×20 metri) originariamente chiuso su tre lati da un portico con colonne in giallo antico e copertura a volta. Sul lato interno il portico si apriva in un emiciclo con sei colonne sulla fronte che dava accesso al frigidarium; il lato opposto di ciascuna palestra, verso il recinto, mostra un grande ambiente centrale con abside, probabilmente destinato agli esercizi al coperto. Al di sopra dei portici delle palestre correvano grandi corridoi pavimentati a mosaico. Dal lato opposto delle palestre rispetto ai vestiboli si accedeva ad una sequenza di stanze riscaldate, tra cui la maggiore, affacciata a sud e con le pareti concave, fungeva quasi certamente da laconicum (sauna). Al termine della sequenza si giungeva al maestoso calidarium finestrato (parzialmente conservato), a pianta circolare con diametro di 34 metri e con molteplici vasche, coperto da una cupola sorretta da 8 poderosi pilastri, che fuoriusciva dal corpo centrale del complesso per permettere alla maggiore quantità di luce solare di penetrare all'interno.
Nell'area centrale del corpo di fabbrica erano altri ambienti muniti di vasche: il frigidarium, parallelo alla natatio e a pianta basilicale di 58×24 metri, coperto da tre grandi volte a crociera poggianti su otto pilastri fronteggiati da colonne di granito, era munito di vasche per l'acqua fredda (in parte conservate) e svolgeva anche una funzione di raccordo tra i vari settori delle terme, mettendo in comunicazione le due palestre, i portici che fiancheggiavano la natatio ed il tepidarium. Da qui provengono le due vasche di granito che furono riutilizzate per le fontane di piazza Farnese. Il tepidarium era un ambiente più piccolo e temperato, di forma irregolare e contenente ai lati due vasche.

### Sotterranei

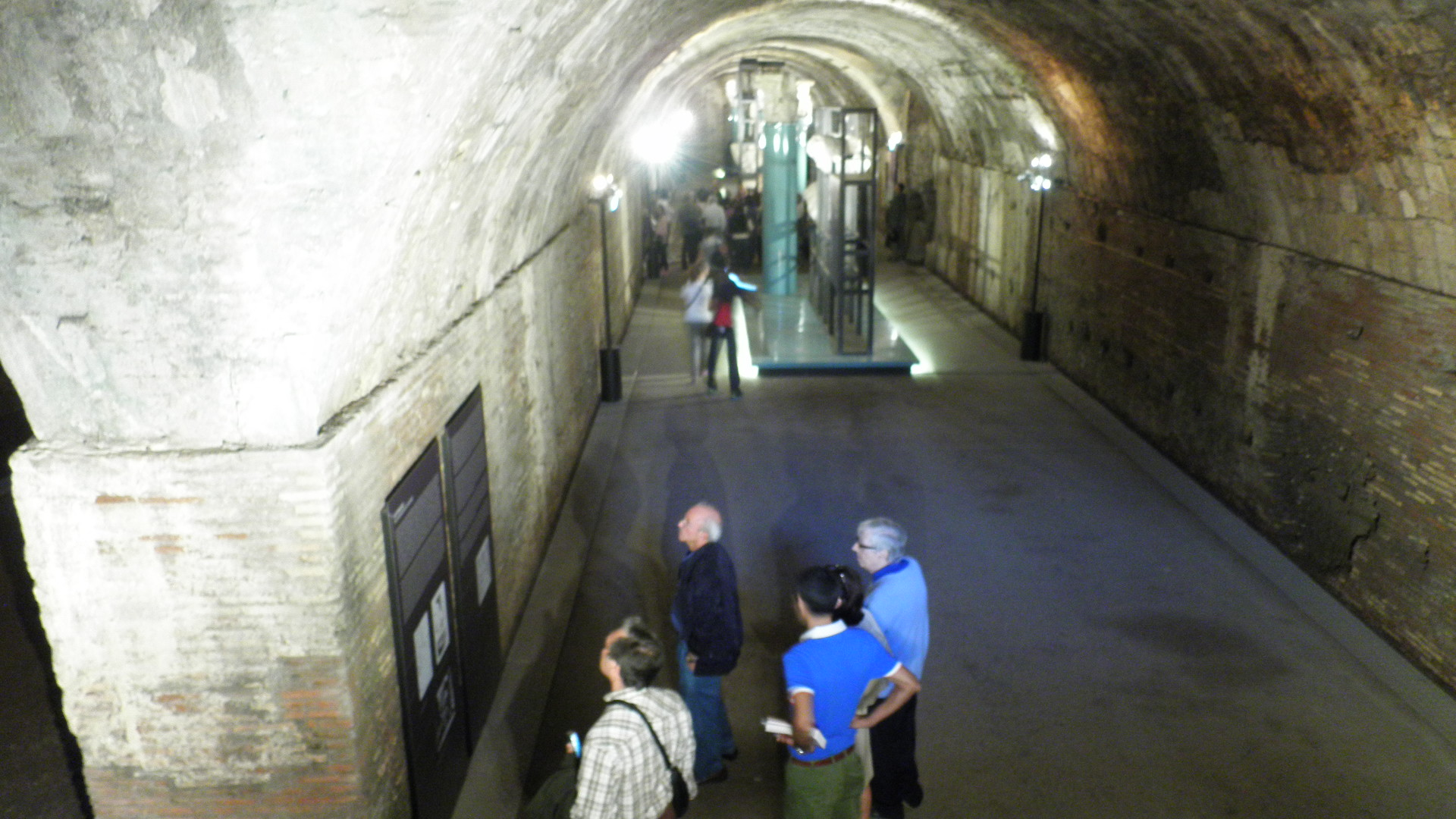
Una delle gallerie maggiori accessibile al pubblico

Le terme erano dotate di un complesso reticolo di ambienti sotterranei, dove si trovavano le stanze di servizio che permettevano una gestione pratica del complesso termale del tutto nascosta agli occhi dei frequentatori. In uno dei sotterranei presso l'esedra di nord-ovest venne installato un mitreo, il più grande ritrovato a Roma, al quale si accede dall'esterno del recinto.

## Opere d'arte rinvenute
Numerose opere d'arte furono rinvenute nel corso degli scavi avvenuti in varie epoche, ma soprattutto nel XVI secolo: le tre gigantesche sculture Farnese, il Toro, la Flora e l'Ercole, ora al Museo archeologico nazionale di Napoli; il mosaico policromo con ventotto figure di atleti, scoperto nel 1824 nell'emiciclo di una delle palestre, ora ai Musei Vaticani. E inoltre busti degli Antonini, statue di Minerva, di Venere, una vestale, una baccante, e altre opere minori.
Oltre alle già citate vasche di piazza Farnese, altre vasche recuperate dal complesso si trovano ora nel cortile del Belvedere (Musei Vaticani); a Firenze la colonna della Giustizia proviene dalla natatio.